# Mistrzostwa Europy w Judo 1971
20. Mistrzostwa Europy w Judo odbyły się w dniach 22–23 maja 1971 roku w Göteborgu.

## Klasyfikacja medalowa
| Miejsce | Państwo         |   |   |    | Razem |
| ------- | --------------- | - | - | -- | ----- |
| 1       | Francja         | 2 | 0 | 3  | 5     |
| 2       | NRD             | 2 | 0 | 1  | 3     |
| 3       | ZSRR            | 1 | 4 | 3  | 8     |
| 4       | Holandia        | 1 | 1 | 3  | 5     |
| 5       | Wielka Brytania | 1 | 0 | 1  | 2     |
| 6       | Hiszpania       | 0 | 1 | 0  | 1     |
| .       | Polska          | 0 | 1 | 0  | 1     |
| 8       | RFN             | 0 | 0 | 2  | 2     |
| 9       | Węgry           | 0 | 0 | 1  | 1     |
| Razem   | Razem           | 7 | 7 | 14 | 28    |

## Medaliści

### Mężczyźni
| Konkurencja: | Złoto:                                                                                             | Srebro:                                                                                     | Brąz: |
| −63kg        | Jean-Jacques Mounier                                                                               | Shengeli Pitskhelauri                                                                       | Ferenc Szabó Karl-Heinz Werner |
| −70kg        | Rudolf Hendel                                                                                      | Antoni Zajkowski                                                                            | Pierre Guichard Walerij Dwojnikow |
| −80kg        | Guy Auffray                                                                                        | Guram Gogolauri                                                                             | Brian Jacks Patrick Clement |
| −93kg        | Helmut Howiller                                                                                    | Vladimir Pokataev                                                                           | Ernst Eugster Peter Snijders |
| ponad 93kg   | Wim Ruska                                                                                          | Valentin Gutsu                                                                              | Alfred Meier Giwi Onaszwili |
| Open         | Witalij Kuzniecow                                                                                  | Santiago Ojeda                                                                              | Henk Kruys Reinhard Otto |
| Drużynowo    | David Lawrence · Edward Cassidy · David Starbrook · Keith Remfry · Angelo Parisi · Wielka Brytania | Jan Gietelinck · Eddy van der Poel · Martin Poglajen · Ernst Eugster · Wim Ruska · Holandia | Senegli Pichelauri · Walerij Dwojnikow · Guram Gogolauri · Wladimir Pokatajew · Walentin Gutsu · Witalij Kuzniecow · ZSRR · Jean-Jacques Mounier · Pierre Guichard · Guy Auffray · Pierre Albertini · Jean-Claude Brondani · François Besson · Francja |